# Nikolai Nikolajewitsch Sidelnikow
Nikolai Nikolajewitsch Sidelnikow (russisch Николай Николаевич Сидельников; * 5. Juni 1930 in Twer; † 20. Juni 1992 in Moskau) war ein russischer Komponist. Er galt als einer der einflussreichsten Kompositionslehrer Moskaus.

## Leben
Sidelnikow studierte bis 1957 Komposition bei E. O. Messner und Juri Schaporin am Moskauer Konservatorium. Ab 1958 war er Assistent von Schaporin und Aram Chatschaturjan. Ab 1961 unterrichtete er am Moskauer Konservatorium Komposition und war dort ab 1981 Professor. Zu seinen Schülern gehören Wjatscheslaw Artjomow, Eduard Artemjew, Dmitri Smirnow, Wladimir Martynow und Anton Rovner.
Seine Werke wurden in Europa, Asien und Amerika aufgeführt (u. a. von Mstislaw Rostropowitsch). Er schrieb u. a. drei Opern, ein Ballett, sechs Sinfonien und drei Oratorien sowie Filmmusiken (u. a. Sehnsucht nach Djamila, Tibul besiegt die Dickwänste). Seine Komposition Russian fairy tales wurde 1971 der Tribune internationale des compositeurs in Paris vorgestellt. 1992 wurde er Volkskünstler der RSFSR.